# Can Vermell (Bigues)
Can Vermell és una masia del veïnat de Vallroja i el Pla, a Bigues, en el terme municipal de Bigues i Riells, a la comarca catalana del Vallès Oriental.
Està situada en el veïnat de Vallroja i el Pla, al nord-oest del Rieral de Bigues, a llevant del Pla del Vermell. Can Vermell és a migdia del veïnat, una mica distanciada de la resta de cases d'aquest nucli: Can Benet, Can Joan, Can Lleuger, Can Lluís, Can Margarins, Ca l'Oncle, Can Piler i Can Puça.
A prop i al sud-oest de Can Vermell hi ha les restes de la masia de Can Puça.
Està inclosa en el Catàleg de masies i cases rurals de Bigues i Riells.